# Skelettkusten

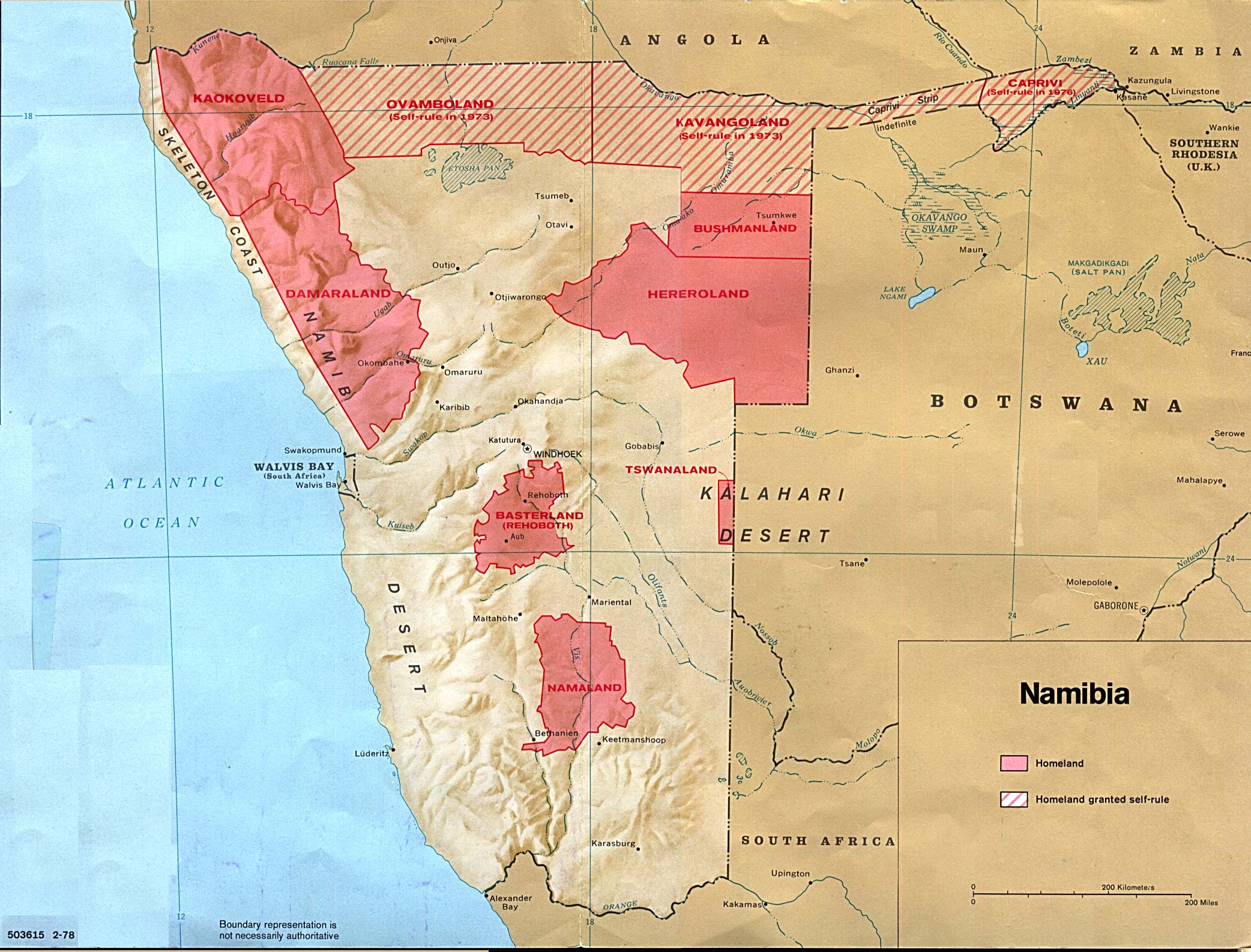
Karta över Namibia. Skelettkusten är den kustregion som gränsar mot Atlanten i väster och Kaokoveld och Damaraland i öster.

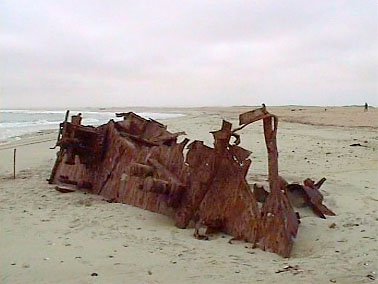
Ett av de många rostande skeppsskroven utefter Skelettkusten (MV Dunedin Star)

Skelettkusten är den norra delen av Namibias kust och södra delen av Angolas kust från Kunenefloden till Swakopfloden. Ibland används dock begreppet för hela Namibias ökenkust.

## Skeppsvrak
Under årens lopp har Skelettkusten fått rykte om sig att svälja fartyg. Det mest kända är Eduard Bohlen. Det 95 meter långa fartyget förde med sig förnödenheter till diamantletarna från Swakopmund till Taffelbukten när det gick på grund 5 september 1909. Nuförtiden är båten halvt begravd i ökensanden med lämningar av sälar och hyenor ombord. Skeppsvraket berättar om öknens ensamhet, och vraket är en oas för fotografer.

## Naturskydd
Merparten av Skelettkustens 16 000 kvadratkilometer, som sträcker sig från Ugabfloden till Kunene, är nationalpark.
Naturen längs kusten har skildrats i ett flertal dokumentärer. I dessa har fokus ofta legat på hur de olika djuren kunnat anpassa sig till ett liv i extrem torka.